# 中洲乡 (樟树市)
中洲乡，是中华人民共和国江西省宜春市樟树市下辖的一个乡镇级行政单位。

## 行政区划
中洲乡下辖以下地区：
中洲社区、荷陂村、严家村、新屋村、来陂村、车塘村、石桥村、西塘村、万塘村、石头村、江平村和甘竹村。